# Подстёпное (Западно-Казахстанская область)
Подстёпное (каз. Подстёпное) — село в Теректинском районе Западно-Казахстанской области Казахстана. Административный центр Подстёпновского сельского округа.

## География
Находится примерно в 7 км к юго-востоку от города Уральска, административного центра области. Код КАТО — 276253100.
В 1,5 км к востоку от села расположен аэропорт Уральск.

## Население
В 1999 году численность населения села составляла 4675 человек (2278 мужчин и 2397 женщин). По данным переписи 2009 года, в селе проживало 6461 человек (3158 мужчин и 3303 женщины). В 2020 году численность население Подстёпновского сельского округа составило 10 320 человек (из которых 8796 в Подстепное).